# Dirk Wilutzky
Dirk Wilutzky (Herleshausen, Alemania, 1965) es un productor y director de cine alemán. Ganó el premio Óscar en la categoría de mejor largometraje documental por la cinta Citizenfour (2015) en la 87.º edición de los premios Óscar en 2015. Está casado con la editora de cine Mathilde Bonnefoy, con quien coprodujo aquel documental.

## Filmografía (selecta)

### Director
- 2005: The Fleetingness
- 2007: Pitching in Hollywood
- 2011: Was tun?

### Productor
- 2009: Deutschland 09 – 13 kurze Filme zur Lage der Nation
- 2010: Soul Boy
- 2011: Und wir sind nicht die Einzigen
- 2014: Citizenfour

### Gestión de la producción
- 1998: Wolffs Revier (serie de televisión)
- 1998: Der Clown (serie de televisión)
- 2002: Bowling for Columbine
- 2003: The Soul of a Man

## Premios y distinciones
Premios Óscar
| Año  | Categoría              | Película    | Resultado |
| ---- | ---------------------- | ----------- | --------- |
| 2015 | Mejor documental largo | Citizenfour | Ganadora  |